# Кунце, Абрам
Абрам (Абрахам) Кунце (Кюнц, Кунц) (латыш. Abrahams Kunce, нем. Abraham Kunze) — рижский аптекарь XVIII века, известный как изобретатель рижского чёрного бальзама.

## История изобретения
Кунце воспользовался популярным ещё в XVII веке водочным настоем из лекарственных трав, который делали немецкие дрогисты для лечения различных заболеваний, связанных преимущественно с переохлаждением или отравлением. Это средство выполняло функцию универсального и незаменимого анальгетика. В настоящий момент первоначальный рецепт не раскрывается, хотя можно предположить, какие ингредиенты входят в его состав; известно, что их всего 25.
Существует несколько версий о том, выходцем из какой страны был Абрам Кунце. Во всяком случае, предполагается, что он прибыл в Ригу в первой половине 40-х годов XVIII века из Германии или из Польши, а первоначальной его профессией была торговля книгами. В этот же период городское управление издает ряд мер, касающихся деятельности аптекарей и изготовителей снадобий — эти правила определяли стоимость лекарственных препаратов, а также регламентировали количественные нормы реализации товаров (в том числе и спирта, продажа которого была прерогативой фармацевтов). Абрам Кунце также вынужден подчиняться законам по регламентации деятельности аптекарей. Аптека середины восемнадцатого века — абсолютно универсальное место, где производились хирургические операции, где человек мог просто постричься и побриться, выпить оздоровительного сиропа, приобрести любую из лекарственных настоек, выбор которых был очень широким: в аптекарском уставе 1685 года упоминались 306 лекарственных растений, а также 62 сорта консервов и 55 сортов конфет.
Уже в 1762 году Кунце, заботившийся об успешности своего фармацевтического проекта, создал посвящённое изобретённому им продукту рекламное объявление следующего содержания:
Он полезен в различных случаях как от лихорадки, желудочных колик, зубной и головной боли, ожогов, обморожений и вывихов, так и при опухолях, ядовитых укусах, переломах рук и ног, особенно при закрытых, колотых и рубленых ранениях. Опаснейшие ранения он излечивает за пять, самое большее за шесть дней.

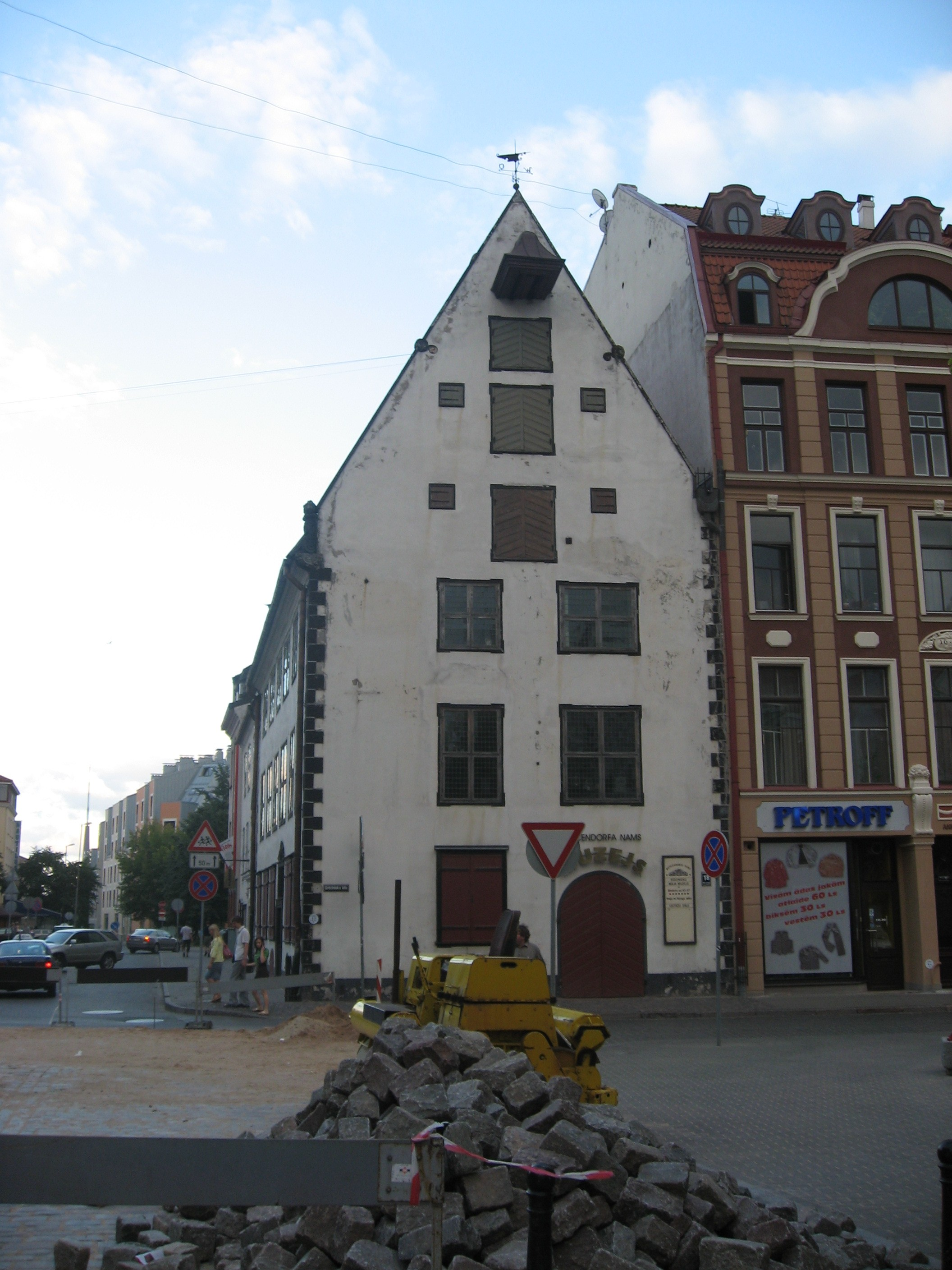
Дом Менцендорфа

Бальзам распространялся за приемлемую цену: по 2 талера за 1 штоф в доме носильщика соли Валта, который располагался у Карловых ворот. В то время многие аптекари производили подобные настои, поэтому бизнес Кунце до поры до времени не процветал. Бальзам распространялся в ёмкостях по 1,2 литра, что позволяет предположить, что снадобье представляло собой нечто промежуточное между лекарственным средством и горячительным напитком. Также бальзам продавался в одной из старейших в городе аптек, находившихся в доме Менцендорфа.
Вскоре Ригу посетила императрица Екатерина II, недавно взошедшая на престол. Императрица намеревалась реформировать городское управление, которое в «просвещённом» веке ещё основывалось на средневековых стереотипах и феодально-аристократических традициях. Во время остановки в доме одного ратмана она испытала серьёзные боли в животе (по другой версии — резкую головную боль). Её лечащий врач англичанин Рожерсон не смог избавить её от недуга, хотя был использован весь спектр лекарственных средств, находившихся в походной аптечке. Тогда оказался востребован бальзам Кунце, императрица благополучно поправилась и оставила о чудодейственном «эликсире» хвалебный отзыв, который послужил безупречной рекламой.
Уже позже, в 1789 году, Екатерина Вторая вспомнила о своем рижском спасителе, который испытывал трудности, связанные с конкуренцией на рынке лекарств, и даровала дрогисту важную привилегию изготовлять напиток крепостью всего в 16 градусов. Этот рецепт и стал основным, в то время как прочие его разновидности «разошлись» по десятку фармацевтических обществ, контролируемых немецкими предпринимателями.
К тому времени разгорелся спор о монополии на целебный черный бальзам, который спровоцировал судебную тяжбу и большое количество кляуз, поданных Екатерине и высшим судебным инстанциям. В качестве оппонента немецким фармацевтическим компаниям того времени выступил русский предприниматель Сергей Лелюхин. Сперва конкурент кунцевской семьи попытался заняться реализацией напитка в корчмах, однако вскоре был вынужден прекратить продажу: вышел закон о запрете торговли бальзамом в увеселительно-развлекательных и питейных заведениях. Тогда предприимчивый торговец открыл собственное производство напитка, не выкупив патент у семьи Кунце, а видоизменив его название: вместо «Рижского бальзама» вскоре появился «Рижский белый бальзам». «Сражение» за бальзам официально длилось с 1789 до 1807 года, когда появилась и «жёлтая» его разновидность (цвет возникал, когда к классическим ингредиентам добавляли шафран и имбирь). Современный бренд «Рижский чёрный бальзам» возник лишь в середине девятнадцатого века.
В эпоху Наполеоновских войн потребность в согревающем и оздоровляющем напитке резко возросла у участников военных действий; пользовались спросом оригинальные компрессы на основе рижского бальзама и уксуса, которые, как свидетельствуют современники, помогла при колото-резаных ранах, способствовали их скорейшему заживлению.
1860 год принес изобретению Кунца почётную первую премию на торгово-промышленной выставке в Санкт-Петербурге; сразу после этого за ним закрепилось брендовое наименование «Рижский чёрный бальзам». Из аптек напиток перекочевал в винные магазины и стал распространяться уже как алкогольный напиток, а его целебные свойства стали восприниматься как нечто факультативное.
Дата смерти самого Абрама Кунце неизвестна.